# Étang de Careil
L'étang de Careil est situé en Ille-et-Vilaine sur la commune d'Iffendic à 30 km de Rennes. Cet espace naturel sensible propriété du Conseil départemental d'Ille-et-Vilaine de 96 hectares se trouve au sein d'une dépression encadrée par des plateaux. 

## Histoire
Ce site, très ancien, représentait une défense naturelle  dès l'époque celtique et était reconnu au Moyen Âge comme étant une protection du château de Boutavent. Asséché pendant des années 1840, sa surface fut cultivée jusqu'en 1960. Abandonné ensuite, le terrain est racheté par le Conseil général d'Ille-et-Vilaine pour y constituer une réserve ornithologique.

## Faune et flore

### Faune
L'étang de Careil est fréquenté par de nombreux ornithologues et on y recense pas moins de 200 espèces d'oiseaux, car il se situe sur un important axe migratoire. Certains oiseaux ne sont que de passage, d'autres y viennent pour se reproduire et d'autres y vivent tout au long de l'année ou seulement l'hiver. On y retrouve le Héron cendré, l'Aigrette garzette, la Grande aigrette ainsi que les canards de surface (tels que le Canard colvert, la sarcelle d'hiver, le Canard chipeau, le Canard souchet qui y nichent désormais) et les canards plongeur (Fuligule milouin et surtout morillon qui niche en grand nombre faisant de l'étang de Careil l'un des plus importants site de reproduction pour l'espèce dans le grand Ouest français), les grèbes huppés et castagneux. L’Échasse blanche niche également sur le site depuis 2014, ces quelques couples constituent la colonie la plus continentale de Bretagne.
Depuis 1993, des races domestiques menacées ont été intégrées sur le site, le cheval mulassier du Poitou, la vache bretonne pie noir et la highland cattle, le cheval de trait bretons, le mouton des Landes de Bretagne et la chèvre des fossés. 
L'étang de Careil applique une politique qui veille à protéger le brochet et l'étang sert de frayère à brochets.

### Flore
On retrouve dans cet environnement, l'ajonc d’Europe, du genêt à balais, du saule roux-cendré et bien d'autres.

Vue panoramique du site

## Environnement
L'étang concilie fréquentation touristique et lieu d'habitations pour les espèces animales présentes grâce à une gestion éco-pastorale. deux observatoires dans des cabanons à la disposition de tous, situés au nord et au sud, permet au public à l'aide d'ornithoscopes, de découvrir la vie et les mœurs des oiseaux.

## Qualité de l'eau de l'étang
Conformément à la directive-cadre sur l'eau, l'étang doit atteindre le bon état écologique de l'eau. Les évaluations effectuées montrent l'état écologique suivant :
| état écologique de l'étang | 2010    | 2011    |
| -------------------------- | ------- | ------- |
| état écologique            | Mauvais | Mauvais |